# Hipparchia monostriata
Hipparchia monostriata är en fjärilsart som beskrevs av Ruggero Verity 1916. Hipparchia monostriata ingår i släktet Hipparchia och familjen praktfjärilar. Inga underarter finns listade i Catalogue of Life.